# Philipp Kohlmann
Kaspar Philipp Kohlmann (* 24. November 1842 in Horn bei Bremen; † 7. August 1889 in Emden) war ein deutscher Altphilologe und Gymnasiallehrer.

## Biografie
Philipp Kohlmann war der Sohn des Pastors Johann Melchior Kohlmann und dessen Frau Karoline geb. von Lingen. Er besuchte das Bremer Gymnasium und begann nach der Reifeprüfung im Herbst 1861 ein Studium der Klassischen Philologie und Theologie an der Eberhard Karls Universität Tübingen. Während seines Studiums wurde er 1861 Mitglied der Burschenschaft Germania Tübingen. Unter dem Einfluss seines Lehrers Conrad Bursian wandte er sich ganz der Philologie und Archäologie zu. Zum Sommersemester 1864 wechselte er an die Rheinische Friedrich-Wilhelms-Universität Bonn, wo ihn besonders Otto Jahn, Hermann Usener und Arnold Dietrich Schaefer beeinflussten. Am 30. Juni 1866 wurde Kohlmann bei Schaefer mit einer Dissertation über das 4. Buch des Reiseschriftstellers Pausanias promoviert. Im Auftrag von Usener hielt er sich 1867 in Paris auf, um in der Bibliothèque nationale de France die Handschriften des Historikers Dionysios von Halikarnassos zu sichten. Daneben sammelte er Material für seine geplante Statius-Ausgabe. Durch Vermittlung von Otto Jahn konnte er Ostern 1867 sein Probejahr am Friedrich-Wilhelms-Gymnasium (Posen) (damals unter der Leitung von Julius Sommerbrodt) beginnen. In Posen heiratete er auch seine Frau Minna Ditmar, die er überlebte. Im Herbst 1875 wurde Kohlmann an das (Wilhelms-)Gymnasium Emden berufen, wo er bis zu seinem Tode unterrichtete. 1881 stieg er zum 2. Oberlehrer auf. Im Oktober 1887 erhielt er den Charakter Gymnasialprofessor.
Kohlmann unterrichtete in Emden Latein, Griechisch, Geschichte, Deutsch und Geographie. Einer seiner Schüler war Eduard Norden, der sich unter dem Eindruck seines Unterrichts für die Klassische Philologie entschied. Neben dem Schulbetrieb war Kohlmann weiterhin wissenschaftlich tätig: Er veröffentlichte zahlreiche kleinere Aufsätze und Schulprogramme zur Textkritik des Statius und bereitete auch eine zweibändige kritische Ausgabe vor, die jedoch durch seinen Tod unvollendet blieb. Seine Materialien gingen an das Bonner Universitätsarchiv, wo sie im Zweiten Weltkrieg verloren gingen.
Der 1875 in Posen geborene Sohn Wilhelm Kohlmann machte in Emden das Abitur und wurde Gymnasiallehrer in Bremen.

## Wissenschaftliche Tätigkeit
Zu Pausanias:
- 1866: Quaestiones messeniacae

Zu Statius:
- 1873: Neue Scholien zur Thebais des Statius, aus einer Pariser Handschrift herausgegeben. Programm des Friedrich-Wilhelms-Gymnasium zu Posen, Calvary, Berlin
- 1874: Beiträge zur Kritik des Statiusscholien. Philologus, Bd. 33, S. 128–138
- 1875: Zur Achilleis des Statius. In: RhM. Neue Folge Bd. 30, S. 319, 475–476, 634–636
- 1876: Die Pariser Handschriften der Achilleis des Statius. Philologus, Bd. 34, S. 474–496
- 1876: Zur Achilleis des Statius. Philologus, Bd. 34, S. 569–571
- 1876: Die Inschrift des Othryades beim Scholiusscholiasten. Rheinisches Museum für Philologie, Neue Folge, Bd. 31, S.  302–304
- 1879: Achilleis. Teubner, Leipzig
- 1884: Thebais. Teubner, Leipzig